# Лужница бесстебельная
Лу́жница бесстебе́льная (лат. Limosella acaulis) — вид цветковых растений рода Лужница (Limosella) семейства Подорожниковые (ранее включался в состав семейства Норичниковые (Scrophulariaceae)).

## Ботаническое описание
Сочное однолетнее травянистое растение, формирующее низкую подстилку на илистом субстрате. Листья уплощённые, от линейной до ремневидной и ложковидной формы, до 6 см длиной. 
Цветки одиночные, на прямостоячих цветоносах, белые или бледно-лиловые, всего несколько мм шириной. 
Плод — коробочка до 5 мм шириной, содержащая множество мелких семян.

## Распространение и экология
Растёт на западе Северной Америки от северо-западной части Атлантического побережья до северной Мексики, где растёт в илистых местах возле водоёмов, таких как берега прудов.